# Olympische Winterspiele 1988/Teilnehmer (DDR)
| Gelbes Symbol für Goldmedaillen mit stilisierten Olympischen Ringen | Graues Symbol für Silbermedaillen mit stilisierten Olympischen Ringen | Braundes Symbol für Bronzemedaillen mit stilisierten Olympischen Ringen |
| ------------------------------------------------------------------- | --------------------------------------------------------------------- | ----------------------------------------------------------------------- |
| 9                                                                   | 10                                                                    | 6                                                                       |

Die DDR nahm an den Olympischen Winterspielen 1988 im kanadischen Calgary mit einer Delegation von 53 Athleten teil und war gemäß dem Medaillenspiegel die zweitbeste Nation. Am olympischen Eishockeyturnier, bei den alpinen Skidisziplinen und in den Demonstrationssportarten nahmen keine DDR-Vertreter teil.

## Teilnehmer nach Sportarten

### Biathlon
Nachdem Frank-Peter Rötsch bereits 1984 in Sarajewo eine Silbermedaille gewann, siegte er in Calgary auf beiden Einzelstrecken. Seinen Mitstreitern blieben weitere Medaillen versagt, in der Staffel nicht zuletzt wegen 3 Schießfehlern.
Herren:
- Matthias Jacob (ASK Vorwärts Oberhof)
Einzel (20 km): 9. Platz
Staffel (4 × 7,5 km): 5. Platz
- Birk Anders (SG Dynamo Zinnwald)
Sprint (10 km): 4. Platz
- Frank Luck (ASK Vorwärts Oberhof)
Sprint (10 km): 6. Platz
- André Sehmisch (SG Dynamo Zinnwald)
Sprint (10 km): 5. Platz
Einzel (20 km): 7. Platz
Staffel (4 × 7,5 km): 5. Platz
- Frank-Peter Roetsch (SG Dynamo Zinnwald)
Sprint (10 km): 
Einzel (20 km): 
Staffel (4 × 7,5 km): 5. Platz
- Jürgen Wirth (ASK Vorwärts Oberhof)
Einzel (20 km): 16. Platz
Staffel (4 × 7,5 km): 5. Platz

### Bob
Die totale Dominanz von 1984 konnten die DDR-Bobsportler nicht wiederholen. Jedoch errangen 3 von 4 DDR-Bobs eine Medaille, und damit die Hälfte aller zu vergebenen Plaketten. Wolfgang Hoppe und Bogdan Musiol gewannen dabei 2 Silbermedaillen.
Viererbob
- DDR I 
Wolfgang Hoppe (ASK Vorwärts Oberhof)
Dietmar Schauerhammer (ASK Vorwärts Oberhof)
Bogdan Musiol (ASK Vorwärts Oberhof)
Ingo Voge (ASK Vorwärts Oberhof)
- DDR II 8. Platz
Detlef Richter (ASK Vorwärts Oberhof)
Bodo Ferl (ASK Vorwärts Oberhof)
Ludwig Jahn (SG Dynamo Zinnwald)
Alexander Szelig (SG Dynamo Zinnwald)

Zweierbob
- DDR I 
Wolfgang Hoppe (ASK Vorwärts Oberhof)
Bogdan Musiol (ASK Vorwärts Oberhof)
- DDR II 
Bernhard Lehmann (ASK Vorwärts Oberhof)
Mario Hoyer (ASK Vorwärts Oberhof)

### Eiskunstlauf
Den Wettbewerb bei den Damen konnte Katarina Witt erneut für sich entscheiden. Dabei wurde der Wettkampf zu einem Duell zwischen Witt und Debi Thomas hochstilisiert, da beide zu Carmen liefen.
Frauen:
- Katarina Witt (SC Karl-Marx-Stadt)
- Simone Koch (SC Einheit Dresden)
9. Platz

Paare:
- Peggy Schwarz/Alexander König (SC Dynamo Berlin)
Paarlauf: 7. Platz

Männer
- Michael Huth (SC Einheit Dresden)
23. Platz

### Eisschnelllauf
Die Eisschnellläuferinnen konnten ihr Ergebnis von 1984 noch um eine Medaille mehr verbessern. Von 15 zu vergebenen Medaillen errangen sie allein zehnmal Edelmetall. Allerdings gelang nur Christa Rothenburger ein Olympiasieg. Nach den Olympischen Spielen beendeten mit Andrea Ehrig, Karin Kania-Enke und Gabi Zange drei äußerst erfolgreiche Sportlerinnen ihre Karriere. Mit der damals noch unter ihrem Geburtsnamen Kleemann startenden Gunda Niemann-Stirnemann kam die später äußerst erfolgreiche Nachfolgerin zu ihren ersten olympischen Erfahrungen.

Mit zwei Olympiasiegen und einer Silbermedaille war die nur vierköpfige Herrenmannschaft überraschend erfolgreich.
Uwe-Jens Mey und André Hoffmann liefen bei ihren Siegen jeweils Weltrekord.
Damen:
- Christa Rothenburger (SC Einheit Dresden)
500 m: 
1000 m:
- Andrea Ehrig (SC Einheit Dresden)
500 m: 10. Platz
1000 m: 4. Platz
1500 m: 
3000 m: 
5000 m:
- Angela Stahnke (SC Dynamo Berlin)
500 m: 4. Platz
1000 m: 9. Platz
- Karin Kania (SC Einheit Dresden)
500 m: 
1000 m: 
1500 m: 
3000 m: 4. Platz
- Gabi Zange (SC Karl-Marx-Stadt)
3000 m: 
5000 m:
- Gunda Kleemann (SC Turbine Erfurt)
1500 m: 7. Platz
5000 m: 7. Platz
- Constanze Scandolo (SC Turbine Erfurt)
ohne Einsatz

Herren:
- Uwe-Jens Mey (SC Dynamo Berlin)
500 m: 
1000 m:
- Peter Adeberg (TSC Berlin)
500 m: 28. Platz
1000 m: 8. Platz
1500 m: 8. Platz
- André Hoffmann (SC Dynamo Berlin)
500 m: 21. Platz
1000 m: 15. Platz
1500 m:
- Roland Freier (SC Karl-Marx-Stadt)
5000 m: 8. Platz
10.000 m: 8. Platz

### Rodeln
Die Rennrodler dominierten klar die Wettbewerbe. Von neun zu vergebenen Medaillen gewann sie sechs, darunter alle drei Olympiasiege. Bei den Damen konnte ein Dreifacherfolg gefeiert werden, bei den Doppelsitzern ein Doppelsieg. Steffi Walter-Martin wurde mit ihrem Olympiasieg zudem erste Doppelolympiasiegerin im Rennrodeln.
Damen:
- Steffi Walter-Martin (SC Traktor Oberwiesenthal)
Einsitzer:
- Ute Oberhoffner (ASK Vorwärts Oberhof)
Einsitzer:
- Cerstin Schmidt (SC Traktor Oberwiesenthal)
Einsitzer:

Herren:
- Thomas Jacob (SC Traktor Oberwiesenthal)
Einsitzer: 4. Platz
- Michael Walter (SC Traktor Oberwiesenthal)
Einsitzer: 5. Platz
- Jens Müller (ASK Vorwärts Oberhof)
Einsitzer:
- Stefan Krauße / Jan Behrendt (ASK Vorwärts Oberhof)
Doppelsitzer:
- Jörg Hoffmann / Jochen Pietzsch (ASK Vorwärts Oberhof)
Doppelsitzer:

### Ski Nordisch

#### Langlauf
Die Damen-Langlaufstaffel erreichte einen beachtlichen 5. Platz. Die stärkste Läuferin Simone Opitz, sowie Kerstin Mohring im 20-km-Lauf, erreichten respektable Einzelplatzierungen.

Die Langlauf-Herren waren nur durch zwei Athleten vertreten. Dennoch erreichten beide in jeweils einer Disziplin beachtliche 5. Plätze.
Damen:
- Simone Greiner-Petter (SC Motor Zella-Mehlis)
4 × 5 km Staffel; 5. Platz
20 km freier Stil; 15. Platz
10 km klassisch; 21. Platz
- Susann Kuhfittig (SC Motor Zella-Mehlis)
5 km klassisch; 37. Platz
20 km freier Stil; 38. Platz
10 km klassisch; 23. Platz
- Kerstin Moring (ASK Vorwärts Oberhof)
4 × 5 km Staffel; 5. Platz
20 km freier Stil; 7. Platz
5 km klassisch; 19. Platz
10 km klassisch; 25. Platz
- Simone Opitz (SC Motor Zella-Mehlis)
4 × 5 km Staffel; 5. Platz
20 km freier Stil; 5. Platz
5 km klassisch; 13. Platz
10 km klassisch; 10. Platz
- Silke Braun (SC Traktor Oberwiesenthal)
4 × 5 km Staffel; 5. Platz
5 km klassisch; 25. Platz

Herren:
- Holger Bauroth (ASK Vorwärts Oberhof)
15 km klassisch; 21. Platz
30 km klassisch; 22. Platz
50 km freier Stil; 5. Platz
- Uwe Bellmann (SC Traktor Oberwiesenthal)
15 km klassisch; 5. Platz
30 km klassisch; 15. Platz
50 km freier Stil; 8. Platz

#### Skispringen
Die Skispringer waren nur durch zwei Athleten vertreten. Aufgrund von Neuerungen bei den Sprunganzügen, die die DDR nicht mehr rechtzeitig realisieren konnte, war das Abschneiden der DDR-Vertreter letzten Endes enttäuschend. Noch 1984 Olympiasieger, sprang Jens Weißflog auf der Normalschanze auf Platz 9, auf der Großschanze auf einen indiskutablen 31. Platz. Um den Jahreswechsel 87/88 war er noch Gesamtzweiter der 36. Vierschanzentournee geworden und gehörte damit zu den Favoriten des olympischen Wettbewerbs.
- Remo Lederer (SC Dynamo Klingenthal)
Normalschanze; 21. Platz
Großschanze; 22. Platz
- Jens Weißflog (SC Traktor Oberwiesenthal)
Normalschanze; 9. Platz
Großschanze; 31. Platz

#### Nordische Kombination
Zwar errangen die Kombinierer kein Edelmetall, konnten aber vor allem durch gute Einzelplatzierungen glänzen. Uwe Prenzel fehlten dabei nur sechs Sekunden zur Bronzemedaille.
- Marko Frank (ASK Vorwärts Oberhof)
Einzel (Normalschanze 90 m / 15 km): 8. Platz
Mannschaft (Normalschanze 90 m / 3 × 10 km); 5. Platz
- Thomas Prenzel (SC Dynamo Klingenthal)
Einzel (Normalschanze 90 m / 15 km): 9. Platz
Mannschaft (Normalschanze 90 m / 3 × 10 km); 5. Platz
- Uwe Prenzel (SC Dynamo Klingenthal)
Einzel (Normalschanze 90 m / 15 km): 4. Platz
Mannschaft (Normalschanze 90 m / 3 × 10 km); 5. Platz

## Statistik

### Medaillen nach Sportarten
Mehr als die Hälfte aller Medaillen wurden von den Eisschnellläufern errungen. Generell wurde bis auf die zwei Medaillen im Biathlon sämtliches Edelmetall in Kufensportarten geholt. In den traditionellen nordischen Skisportarten holten DDR-Sportler nicht eine Medaille.
| Medaillenspiegel (bezogen auf die Entscheidungen) | Medaillenspiegel (bezogen auf die Entscheidungen) | Medaillenspiegel (bezogen auf die Entscheidungen) | Medaillenspiegel (bezogen auf die Entscheidungen) | Medaillenspiegel (bezogen auf die Entscheidungen) | Medaillenspiegel (bezogen auf die Entscheidungen) |
| Platz                                             | Mannschaft                                        | Gold                                              | Silber                                            | Bronze                                            | Gesamt                                            |
| ------------------------------------------------- | ------------------------------------------------- | ------------------------------------------------- | ------------------------------------------------- | ------------------------------------------------- | ------------------------------------------------- |
| 1                                                 | Eisschnelllauf                                    | 3                                                 | 6                                                 | 5                                                 | 14                                                |
| 2                                                 | Rennrodeln                                        | 3                                                 | 2                                                 | 1                                                 |                                                   |
| 3                                                 | Biathlon                                          | 2                                                 | 0                                                 | 0                                                 | 2                                                 |
| 4                                                 | Eiskunstlauf                                      | 1                                                 | 0                                                 | 0                                                 | 1                                                 |
| 5                                                 | Bob                                               | 0                                                 | 2                                                 | 1                                                 | 3                                                 |

### Medaillen nach Sportclubs
Durch die erneut starken Rennrodler und Bobfahrer konnte der ASK Oberhof wieder die meisten Medaillen für sich verbuchen. Nach der Zahl der Medaillen war der SC Einheit Dresden durch seine Eisschnellläuferinnen der zweitbeste Sportclub.
| Medaillenspiegel (bezogen auf die einzelnen Athleten) | Medaillenspiegel (bezogen auf die einzelnen Athleten) | Medaillenspiegel (bezogen auf die einzelnen Athleten) | Medaillenspiegel (bezogen auf die einzelnen Athleten) | Medaillenspiegel (bezogen auf die einzelnen Athleten) | Medaillenspiegel (bezogen auf die einzelnen Athleten) |
| Platz                                                 | Mannschaft                                            | Gold                                                  | Silber                                                | Bronze                                                | Gesamt                                                |
| ----------------------------------------------------- | ----------------------------------------------------- | ----------------------------------------------------- | ----------------------------------------------------- | ----------------------------------------------------- | ----------------------------------------------------- |
| 1                                                     | ASK Oberhof                                           | 3                                                     | 9                                                     | 2                                                     | 14                                                    |
| 2                                                     | SC Dynamo Berlin                                      | 2                                                     | 1                                                     | 0                                                     | 3                                                     |
| 3                                                     | SG Dynamo Zinnwald                                    | 2                                                     | 0                                                     | 0                                                     | 2                                                     |
| 4                                                     | SC Einheit Dresden                                    | 1                                                     | 5                                                     | 2                                                     | 8                                                     |
| 5                                                     | SC Karl-Marx-Stadt                                    | 1                                                     | 0                                                     | 2                                                     | 3                                                     |
| 6                                                     | SC Traktor Oberwiesenthal                             | 1                                                     | 0                                                     | 1                                                     | 2                                                     |

### Teilnehmer nach Sportclubs
Mehr als ein Drittel, bei den Männern sogar die Hälfte aller Athleten waren Armeesportler aus Oberhof. Die restlichen 34 Sportler verteilten sich auf weitere neun Sportclubs, wobei der SC Turbine Erfurt erstmals mit zwei Eisschnellläuferinnen vertreten war. Da bei der SG Dynamo Zinnwald durch die Inbetriebnahme der Altenberger Bobbahn nun auch Bobsport betrieben wurde, nahmen aus Zinnwald erstmals zwei Bobsportler bei Olympia teil.
| Mannschaft                | Männer | Frauen | Gesamt |
| ------------------------- | ------ | ------ | ------ |
| ASK Oberhof               | 18     | 2      | 20     |
| SC Traktor Oberwiesenthal | 4      | 3      | 7      |
| SC Dynamo Berlin          | 3      | 2      | 5      |
| SG Dynamo Zinnwald        | 5      | 0      | 5      |
| SC Einheit Dresden        | 1      | 4      | 5      |
| SC Dynamo Klingenthal     | 3      | 0      | 3      |
| SC Karl-Marx-Stadt        | 1      | 2      | 3      |
| SC Motor Zella-Mehlis     | 0      | 3      | 3      |
| SC Turbine Erfurt         | 0      | 2      | 2      |
| TSC Berlin                | 1      | 0      | 1      |
| Gesamt                    | 36     | 18     | 54     |